# Mezzojuso
Mezzojuso (Munxifsi in albanese, Menzijusu in siciliano) è un comune italiano di 2 526 abitanti della città metropolitana di Palermo in Sicilia.
Situato sul declivio orientale di Rocca Busambra nell'entroterra del capoluogo, da cui dista 41 km, è adagiato ai piedi della boscosa montagna Brinja a 546 metri sul mare.
Colonia di origine albanese (arbëreshe) del XV secolo, è stata fondata nel 1444 circa da milizie stradiote albanesi comandate da Demetrio Reres e spedite da Giorgio Castriota Scanderbeg in soccorso del re Alfonso V d'Aragona per la ribellione delle Calabrie e per le scorrerie degli Angioini pretendenti al trono di Napoli e Sicilia. Da lì a poco, quando la penisola balcanica fu invasa dai turchi-ottomani, numerosi altri albanesi profughi dall'Albania raggiunsero il casale. Pur avendo perso la lingua madre, i costumi e spesso la coscienza identitaria d'origine, appartiene all'Eparchia di Piana degli Albanesi e buona parte della sua popolazione conserva il rito bizantino (o rito greco) dei padri fondatori albanesi. Venuta meno la diversità linguistica a Mezzojuso l'identità etnica albanese è percepita nella diversità liturgica. La storia del suo popolo ha lasciato segni tangibili nei monumenti e nelle opere d'arte che ornano il centro, nelle tradizionali manifestazioni religiose, nella letteratura albanese, tant'è che questo fece assurgere a Mezzojuso l'appellativo ad "Atene delle colonie albanesi". Oggi vi è la compresenza di due popoli, il siciliano (detto "latino", litiri in albanese) e l'albanese (detto "greco", ovvero di rito greco, arbëreshi in albanese) che convivono pacificamente, seppur fino anche a tempi recentissimi ha portato ad aspri scontri etnico-religiosi.
Divenne sede organizzativa dei movimenti insurrezionali contro i Borboni nel 1856 e ospitò anche Garibaldi e i Mille, così come si ricorda nel noto Carnevale "Mastro di Campo".
L'amministrazione comunale, nel caso lo richiedesse, può utilizzare nei documenti ufficiali e nella segnaletica stradale anche la lingua albanese, ai sensi della vigente legislazione che tutela le minoranze etno-linguistiche. Il comune montano appartiene all'Unione dei Comuni Albanesi di Sicilia "Besa" (Lidhja e Bashkivet "Besa"). Le attività economiche prevalenti sono il terziario, l'agricoltura, la pastorizia, l'artigianato e il turismo.

## Geografia fisica
Posto nell'entroterra del capoluogo di provincia, è adagiato sulla montagna Brinja (dall'albanese costola), sul declivio orientale della Rocca Busambra. Il paese si trova ad una altitudine compresa tra 490 e 610 m s.l.m. e il suo territorio ricade nella Riserva naturale orientata Bosco della Ficuzza, Rocca Busambra, Bosco del Cappelliere e Gorgo del Drago.
Il territorio è caratterizzato da molti rilievi, i più importanti sono: le Serre di Rullo (962 m), il Pizzo Lacca (1080 m), il Cozzo mole (920 m), le due colline Brigna (toponimo albanese Brinja, «Costola») e Dirrasco (top. della città albanese di Durazzo, in passato sede arcivescovile che amministrava l'Epiro) che sovrastano l'abitato (700 m), il Marabito (1178 m) e il Pizzo Casa (1211 m), sovrastati tutti dall'imponente Rocca Busambra (1613 m).

### Clima
Mezzojuso è caratterizzato da un clima mediterraneo continentale. Il mese più freddo è gennaio con una media di 7 °C, il mese più caldo è invece agosto con una media di 26 °C. Le estati sono molto calde e secche, gli inverni sono freddi e umidi.
- Record temperatura massima: 42 °C (agosto 1999)
- Record temperatura minima: −6 °C (gennaio 1979)

## Origini del nome
Si ritiene comunemente che Mezzojuso (anche Mezzoiuso) debba il suo nome alla posizione che occupa sul declivio di un erto colle, così che una buona metà dei suoi abitanti viene a collocarsi “in giù” rispetto alla piazza, che si trova nel centro dell'abitato. Nei più antichi documenti pervenuti, essa è detta “Medium jussium”, “Mezo insum” o “Mezo iusus”. Omodei, nella sua descrizione della Sicilia, spiega che Mezzojuso è detta "quasi mezzo iuso".
In siciliano il toponimo Menzijusu si spiega da sé attraverso la combinazione di menzu (mezzo) e di jusu (giù)
È il caso anche di sottolineare come anche l'italiano medievale mantenesse invalsa la forma estesa “giuso” al posto di quella prevalente oggi di “giù”. In siciliano jusu (giù) e susu (su) sono ancora diffusi nel parlato.
In questo caso è degno di nota come l'italianizzazione del toponimo non abbia subito la variazione della semiconsonante [j] in [d͡ʒ] come è invece accaduto a luoghi come Geraci (Jiraci in siciliano).
Un'altra ipotesi suggerirebbe che il toponimo derivi invece dall'espressione araba manzil Yūsuf, che starebbe per "il casale di Giuseppe", così come riportato da Edrisi. È per questo che si potrebbe presumere l'esistenza di una piccola comunità sin dai tempi in cui i Saraceni dominavano la Sicilia, intorno al X secolo. Il casale saraceno sarebbe stato costituito da villani sottoposti alla signoria ecclesiastica e obbligati alla gehzia.
Nel XV secolo, con la costruzione ex novo del preesistente casale abbandonato da parte degli esuli albanesi, il toponimo venne riadattato dai suoi nuovi abitanti in Munxifsi.

## Storia
La zona era stata abitata in passato, si deduce, dai saraceni in lotta con i cristiani per la conquista della Sicilia, "Manzil Yūsuf-Residenza di Yūsuf" era il probabile nome del casato secondo alcuni studiosi. Il feudo, essendo accanto ad un nodo stradale in cui non manca la vegetazione e l'acqua, in passato aveva conosciuto la presenza umana, prima di cadere nell'abbandono. Sorge infatti in un luogo di sosta, da cui prende nome il feudo in cui sorge. Ruggero II il Normanno, scacciati i Saraceni, lo dona, intorno al 1132, a dei monaci. Si ha notizia del monastero sino alla guerra del Vespro, per poi andare in totale abbandono e spopolamento. Il nome del villaggio, Manzil Yūsuf (Residenza di Yūsuf), dopo molte variazioni grafiche e fonetiche, diventa l'odierno Mezzojuso.
Mezzojuso fu costruito nel XV secolo dagli Albanesi (inizialmente circa 1200), che si definiscono nella loro lingua Arbëreshë, principalmente militari, poco prima dell'avvio della grande diaspora albanese in Italia. Essi provenivano dall'Albania e avevano portato con sé lingua, usi e il rito bizantino.
I primi Albanesi stabilitisi, prima del 1490, nel casale di Mezzojuso, non lo trovano certo in floride condizioni, in quanto casale abbandonato, e sono essi a farlo risorgere a nuova vita. Nel 1501, stipulati i Capitoli di fondazione, gli Albanesi stabilizzarono la loro posizione ed hanno modo di ripopolare il casale e bonificare il feudo. Presto seguiti dalle loro famiglie, profughi albanesi in lotta contro il turco musulmano che aveva conquistato l'Albania, l'Epiro e i territori dei Balcani, diedero vita al nuovo nucleo abitativo.
Con la quinta migrazione agli anni 1533-1534, quando i turchi conquistarono la fortezza di Corone, città prevalentemente albanese della Morea, attuale Peloponneso, nuovi arrivi di albanesi esuli, che si stabilizzarono a Mezzojuso. Questa fu l'ultima migrazione massiccia dall'Albania verso l'Italia.
Il nobile pisano Giovanni Corvini ottiene in enfiteusi, nel 1527, il feudo di Mezzojuso, che divenuto baronia, passa, nel 1587, allo spagnolo don Blasco Isfar Corlglies. Don Giuseppe Groppo Scotto, nel 1619, viene fatto Marchese di Mezzojuso, e, infine, nel 1639, don Blasco Corvino Sabia viene elevato alla dignità di Principe di Mezzojuso, la cui feudalità si estingue con la morte, nel 1832, di don Francesco Paolo Corvino Filingeri.
Nella rivolta contro i Borboni (1848-1860) Mezzojuso è fra i principali centri organizzativi. Qui viene fucilato il patriota Francesco Bentivegna il 21 dicembre 1856. Dal 2 al 4 agosto 1862 Mezzojuso accoglie Garibaldi. Gli abitanti del luogo si chiamano mezzojusari.
Etnicamente, a causa della peste del XVII sec., della mancata autonomia politica-amministrativa, dell'arrivo di nuovi abitanti dai centri attigui e quindi di matrimoni misti ("greci"-“latini”), a lungo andare il paese perse progressivamente la sua connotazione originaria, con la sostituzione della cultura arbëreshe con quella siciliana del circondario.

### Simboli
Il gonfalone è un drappo di azzurro.

## Società

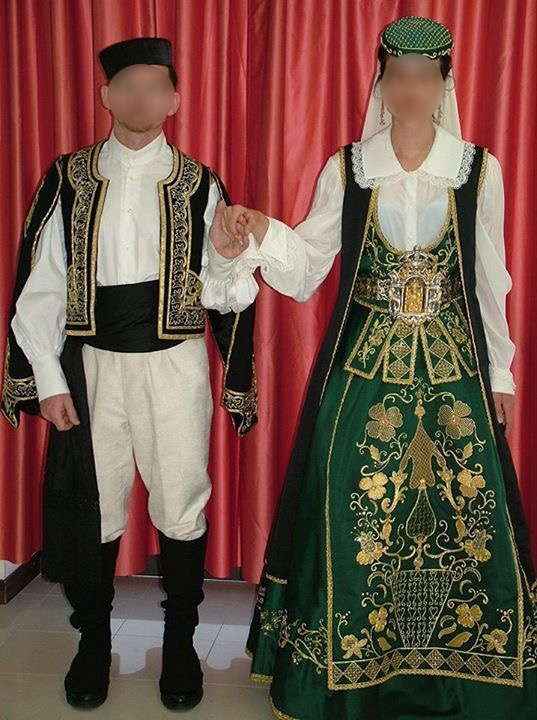
Costume albanese di Mezzojuso della famiglia Schirò, ispirato a quello di Piana degli Albanesi, in occasione di Miss Arbëreshe a Spezzano Albanese (CS)

### Evoluzione demografica
Abitanti censiti

### Etnie e minoranze straniere
Questi sono i numeri riguardanti la presenza di cittadini d'etnie e minoranze straniere a Mezzojuso nell'anno 2019 secondo i dati ISTAT, divisi per nazionalità:
- Marocco - 33
- Romania - 23
- Albania - 14

Negli anni passati la comunità albanese, molto in contatto con la realtà religiosa, specialmente quella delle monache basiliane, era la più numerosa e florida, ma con le recenti naturalizzazioni questa non viene più valutata come straniera.

### Lingue e dialetti

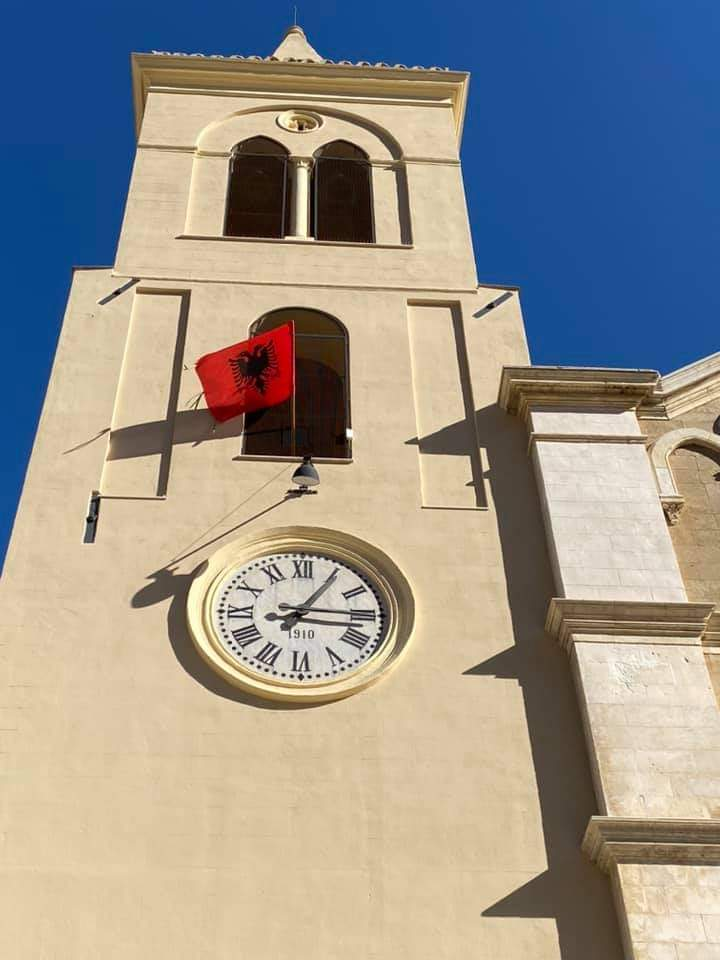
Bandiera albanese sventolante dalla matrice bizantina

Fino al XVIII secolo a Mezzojuso la lingua parlata era l'albanese, così come ancora oggi in alcune colonie di queste diffuse nella provincia di Palermo. A causa di matrimoni misti e alla non curanza delle "cose patrie" la lingua venne persa, e già ai tempi di Giuseppe Schirò (1865-1927), il più illustre raccoglitore delle tradizioni poetiche albanesi di Sicilia, Mezzojuso aveva perso l'uso attivo dell'arbëresh.
La classe religiosa, formandosi al Seminario Italo-Albanese di Palermo e successivamente in Piana degli Albanesi, parla l'albanese. Papàs Francesco Masi (1938 – 2010), sacerdote di rito bizantino e arciprete della Chiesa di San Nicolò di Mira, fu tra gli ultimi albanofoni di Mezzojuso.

### Letteratura
Mezzojuso è stato un importante centro propulsore della cultura letteraria e linguistica albanese.
Tra i suoi più illustri concittadini, che hanno contribuito alla causa albanese, si ricordano: Mons. Nilo Catalano (1637 – 1694), siciliano di adozione albanese, monaco basiliano e arcivescovo di Durazzo, che scrisse un lessico manoscritto albanese–italiano e un saggio di grammatica albanese, preceduto da due pagine scritte con alfabeto greco, di cui alcune lettere fornite di segni diacritici e contenenti la traduzione che si legge nel "Cuneus" di Pjetër Bogdani abbastanza modificata ed il canto tradizionale Kënka e Pal Golemit, tutte opere andate perdute; Papàs Nicolò Figlia (1693 – 1769), sacerdote di rito bizantino e scrittore, che lasciò importanti testi prevalentemente in lingua albanese, esempi letterari scritti con la parlata albanese di Mezzojuso; Papàs Andrea Cuccia (1788 – 1875), parroco della chiesa di rito greco-bizantino dei Apostoli Pietro e Paolo a Napoli, rettore del Seminario Italo-Albanese di Palermo; Atanasio Schirò (1893 – 1927), studioso di cose albanesi.

### Religione

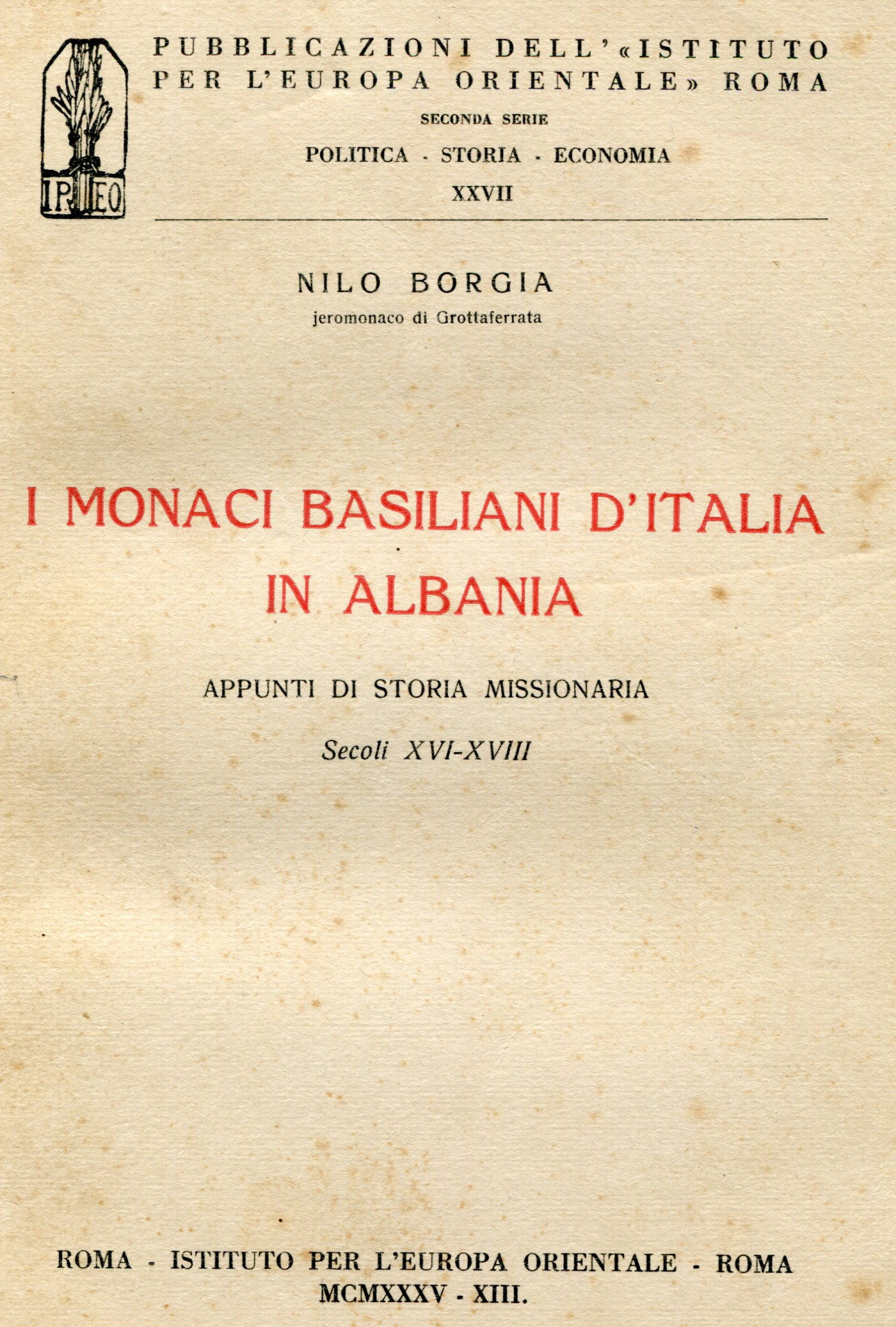
Copertina del libro di P. Nilo Borgia, I monaci Basiliani d'italia in Albania, Appunti di storia missionaria. Secoli XVI-XVIII, Roma, 1935-1943.

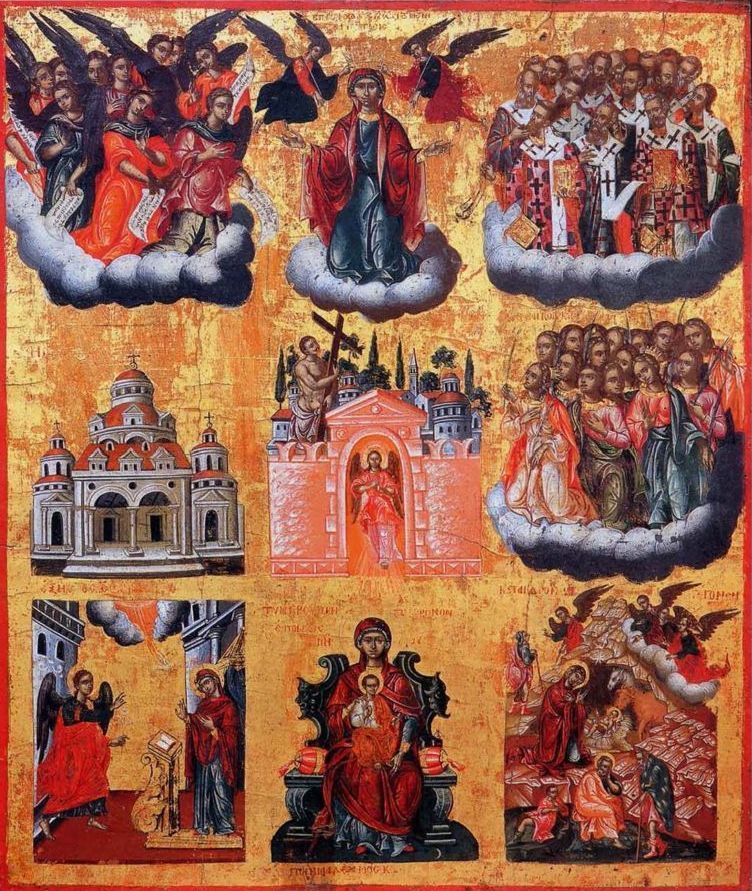
L'icona Epi Si Cheri, XVII secolo, monaco pittore di scuola siculo-albanese cretese

#### Rito bizantino
L'aspetto identitario ancora caratterizzante di Mezzojuso, avendo perso nel tempo lingua e costumi albanesi, è il rito bizantino, talvolta detto greco. In esso la comunità ritrova le proprie origini e la propria identità. Mezzojuso è parte dell'Eparchia di Piana degli Albanesi e nei secoli scorsi i papàs, i sacerdoti di rito orientale, e monaci basiliani si sono distinti nella poesia colta albanese e hanno rivestito ruolo di arcivescovi in Albania e vescovi ordinanti per le comunità albanesi d'Italia di rito orientale.
Sono operanti a Mezzojuso le Suore basiliane figlie di Santa Macrina, le cui suore provengono dalle comunità italo-albanesi e albanesi d'Albania e Kosovo.
Da Mezzojuso furono vescovi ordinanti per gli albanesi di rito greco di Sicilia: Agostino Franco † (1860 - 1877 deceduto) già ordinante per gli albanesi di rito greco di Calabria (1858 - 1859), titolare di Ermopoli Maggiore nell'odierno Egitto, e Giuseppe Masi † (29 gennaio 1878 - 11 aprile 1903 deceduto), titolare di Tempe in Tessaglia. Il primo vescovo dell'Eparchia di Piana degli Albanesi fu Giuseppe Perniciaro † (12 luglio 1967 - 31 maggio 1981 dimesso), dal 1937 al 1967 ausiliare e vicario generale, titolare della Diocesi di Albania.

## Monumenti e luoghi d'interesse

### Architetture religiose
Nella piazza principale del paese sorgono le due matrici: la Chiesa di San Nicolò di Mira, di rito bizantino, fondata nel 1516 dagli esuli albanesi, e la Chiesa dell'Annunziata, oggi di rito latino, ma inizialmente di rito bizantino, costruita anch'essa dagli esuli albanesi nel 1572 ed in seguito rimaneggiata.

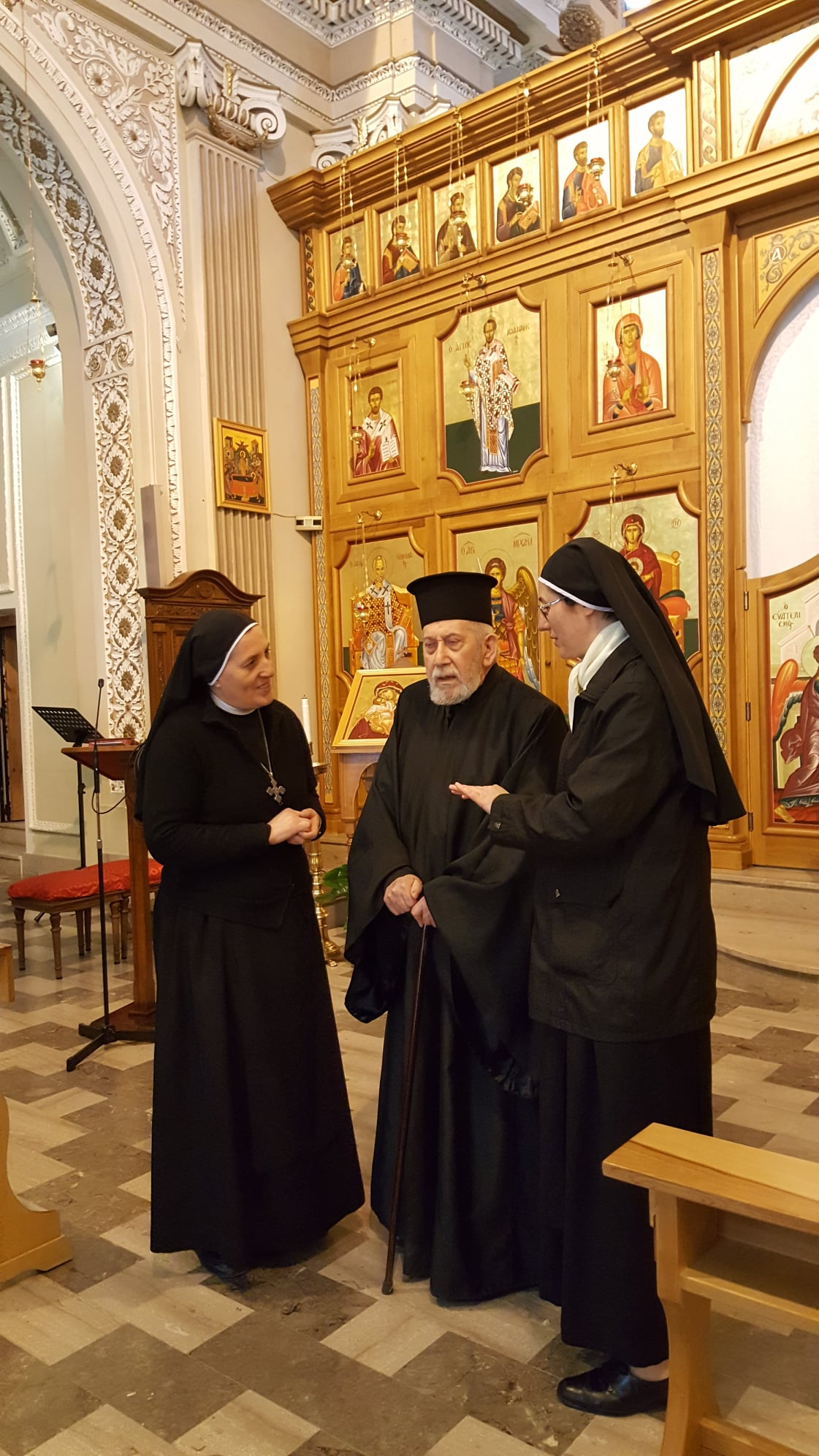
L'eparca Sotìr Ferrara in dialogo con le suore basiliane nella matrice bizantina.

Particolare è la decorazione neogotica della facciata principale e del campanile della Chiesa di San Nicolò di Mira, progettati dall'architetto Francesco Paolo Palazzotto nel 1915, ma solo parzialmente messi in opera dall'architetto Tommaso Zangari per la morte del progettista. Nel 1934-1935 l'architetto Pietro Scibilia diresse i lavori di completamento sulla base del vecchio progetto. All'interno si trova, all'altare maggiore, un pregevole crocifisso d'avorio bizantino del XVIII secolo, icone e l'iconostasi bizantina. La lunetta sovrastante la porta principale è stata recentemente arricchita da un mosaico bizantino rappresentante San Nicola in trono.
All'estremità del paese sorge il Monastero basiliano, eretto nel 1609 da Andrea Reres, figlio di figlio di Teodoro e Agnese Reres, importante centro religioso e culturale degli albanesi in Sicilia, dove operarono monaci iconografi.
Nel monastero vi è la Chiesa di Santa Maria delle Grazie, eretta nel 1501 e alterata nel '700 su progetto di Nilo Gizza, padre basiliano. L'interno è ricco di icone in stile tardo-bizantino, le cui due tavole maggiori raffigurano il "Redentore Cristo Re dei Re e Sommo Sacerdote" e la "Vergine". Sulle pareti della navata vi sono sei medaglioni con affreschi di santi e vescovi: Partenio, Gregorio il Teologo, Spiridione, Epifanio, Cirillo, Nicola e Atanasio. Nella chiesa si conserva il sarcofago dell'albanese Andrea Reres, fondatore del Monastero, affinché vi abitassero monaci e chierici professanti il rito orientale e fosse assicurato al suo popolo esule il tramandarsi e la conservazione immacolata delle usanze orientali.
Il Monastero Basiliano ospita una biblioteca con rarissimi codici greci e cinquecentine. Il Cenobio Basiliano, che per un periodo fece assurgere Mezzojuso ad "Atene delle colonie albanesi" per la qualità e quantità dei libri custoditi, è sede di un laboratorio del restauro del Libro Antico. Riaperto nel 1966 dai monaci basiliani italo-albanesi di Grottaferrata, viene curato da Papàs Gjergji Caruso e gestito da Matteo Cuttitta, abilitato dall'Istituto Centrale di Patologia del Libro di Roma.Dal 2017 è sede di una scuola Agiografica.

#### Chiese
Chiesa madre di S. Nicolò di Mira di rito greco-bizantino, sec. XVI

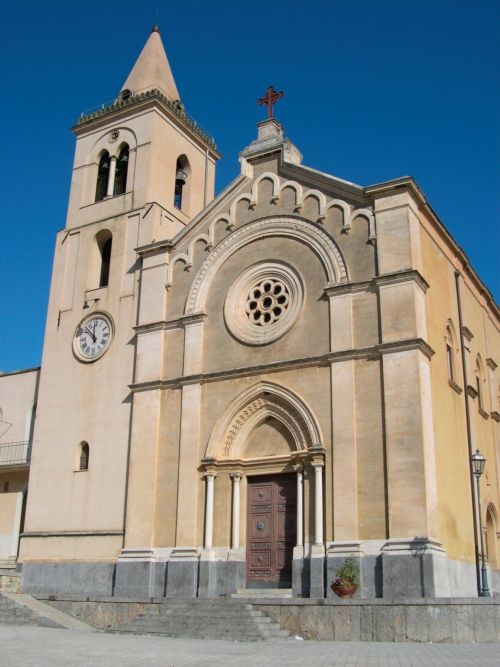
Chiesa di S. Nicolò di Mira.

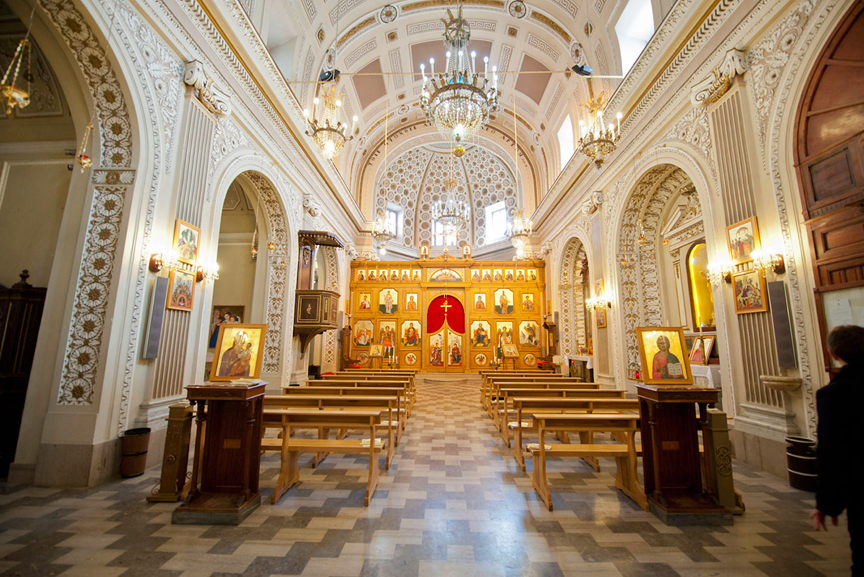
Interno di S. Nicolò di Mira.

La chiesa parrocchiale venne costruita dal 1516 al 1520 e le vennero trasferiti tutti i diritti e le prerogative della prima chiesa di Santa Maria di tutte le Grazie, costruita dai profughi albanesi in forza delle Capitolazioni del 3 dicembre 1501 tra loro e il Commendatario del Monastero di San Giovanni degli Eremiti di Palermo.
Per il permesso ottenuto il 26 marzo 1537 dall'Arcidiocesi di Palermo, la chiesa venne abbattuta e nel medesimo sito ne venne costruita una più grande, secondo le esigenze del rito bizantino-greco degli albanesi.
Ciò è testimoniato, tra l’altro, dalle visite pastorali eseguite dagli arcivescovi di Palermo, sotto la cui giurisdizione cadeva la chiesa; un esempio è la visita fatta dall'arcivescovo Palafox e Cardona nel 1684.
La chiesa fu più volte restaurata: furono eseguiti importanti lavori nel 1732, nel 1850 e nel 1933-1934. La parrocchia è provvista di Casa parrocchiale, costruita nel 1938.
Chiesa madre Maria SS. Annunziata di rito latino

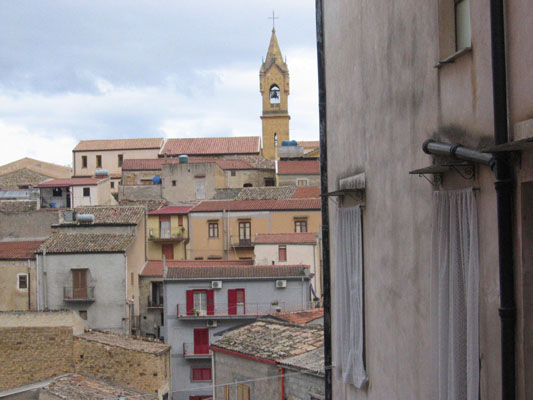
Campanile della Chiesa dell'Annunziata, già di rito bizantino.

Situata a monte della Piazza Umberto I, tra l'annesso “Castello” che fu in passato dimora dei Principi Corvino Sabia e la Matrice Greca. La chiesa originaria, di piccole proporzioni, fu costruita dopo l'espulsione dei saraceni, durante la prima metà del sec. XI, così testimoniano le ricerche effettuate dal Pirri e dal Raccuglia e riproposte da Ignazio Gattuso. Si presume che la chiesa originaria fosse ad unica navata senza abside e che tra il 1527 e il 1572 venne attuato un primo intervento di ampliamento per adeguarla all'aumento della popolazione, avvenuto proprio in quegli anni; in seguito, venne riaperta al culto e intitolata alla S.S. Annunziata. Nel 1680 la chiesa venne ampliata definitivamente in direzione opposta all'ingresso, occupando parte del giardino del “Castello” e alcuni lotti di terreno su cui insistevano delle vecchie abitazioni abbattute in quel periodo per far posto alla nuova costruzione.
L'impianto attuale presenta una pianta a croce latina, suddivisa in tre navate con transetto, mentre la nuova configurazione della facciata esterna (intervento del 1924) presenta tre portali sovrastati da archi a sesto acuto, due rosoni e una scultura marmorea, disposta nel timpano, contenente l'effige dell'Annunziata. All'interno della chiesa si trovano sulle pareti, una scultura del Crocifisso, in legno policromo del 1693 di ignoto scultore siciliano e due dipinti settecenteschi, due grandi tele raffiguranti la Comunione di Santa Rosalia, la Vergine che appare a San Vincenzo Ferreri e l'Annunciazione; pregevole inoltre, la suppellettile sacra (Trittico in oro - Pisside donata dal Marchese di Rudinì - due crocifissi in avorio) e le numerose statue lignee presenti all'interno delle cappelle poste a ridosso delle navate laterali.
Chiesa di S. Maria di tutte le Grazie di rito greco-bizantino
Collocata a ridosso del Monastero Basiliano, si dispone su un ampio piazzale su cui si innesta l'attuale via Andrea Reres. La chiesa, già esistente, fu affidata, in virtù delle “Capitolazioni del 1501”, ai greco - albanesi arrivati a Mezzojuso alla fine del XV sec., con l'obbligo di ripararla e ripristinarvi il culto. Da quel momento la chiesa prese il nome attuale e vi si cominciò ad officiare il rito greco - bizantino e com'era uso in tutte le chiese, venne fondata una confraternita intitolata a Santa Maria di tutte le Grazie, che ebbe il compito di curare e governare la chiesa fino al 1650. Dopo il 1650 la chiesa, con tutti i suoi diritti e rendite, venne ceduta al monastero basiliano sorto accanto ad essa. Ampliata nel '700, attualmente presenta un impianto a navata unica, con un portale laterale in marmo, decorato con aquila bicipite in campo rosso. All'interno si trovano: il mausoleo di Andrea Reres, nobile albanese a cui si deve la costruzione del monastero basiliano; l'iconostasi che contiene delle preziose icone del XVI sec.; una Platytèra di origine cretese; una crocetta athonita di bosso finemente scolpita; medaglioni dipinti sulle pareti laterali della navata da Olivio Sozzi.
Chiesa del SS. Crocifisso di rito greco-bizantino
La chiesa del SS. Crocifisso è ubicata in un quartiere che porta il suo nome, del resto è consuetudine di Mezzojuso, data l'esistenza di numerose chiese, identificare i quartieri con i nomi delle chiese in essi ubicati, infatti abbiamo i quartieri di San Rocco, Santa Maria, Madonna dei Miracoli, Convento ecc. Si sconosce la data precisa di costruzione della chiesa, inizialmente di dimensioni modeste dedicata a Santa Venera, tuttavia si pensa che sia esistita prima del 1618 poiché, da un registro ritrovato si rileva che, in tale data, in questa chiesa venivano seppelliti i fedeli defunti. A partire dalla seconda metà del '600 si avviarono, per volere della confraternita, i lavori di ampliamento della chiesa che, inizialmente, fu lasciata in rustico e soltanto nella seconda metà del '700 furono realizzate, sulle superfici della navata della volta a botte, le decorazioni attuali con stucchi e decori in oro. All'interno della chiesa si può ammirare l'artistica “Vara” del 1648 con il Crocifisso del XV sec., collocata in una cappella sopra l'altare maggiore, chiusa da una porta lignea che reca ventiquattro pannelli dipinti raffiguranti episodi della vita di Gesù e Maria. Nel 1934 accanto alla chiesa venne edificata la Casa Madre della Congregazione Basiliana delle Figlie di S. Macrina, ancora oggi esistente.
Istituto "A. Reres" ex Monastero Basiliano

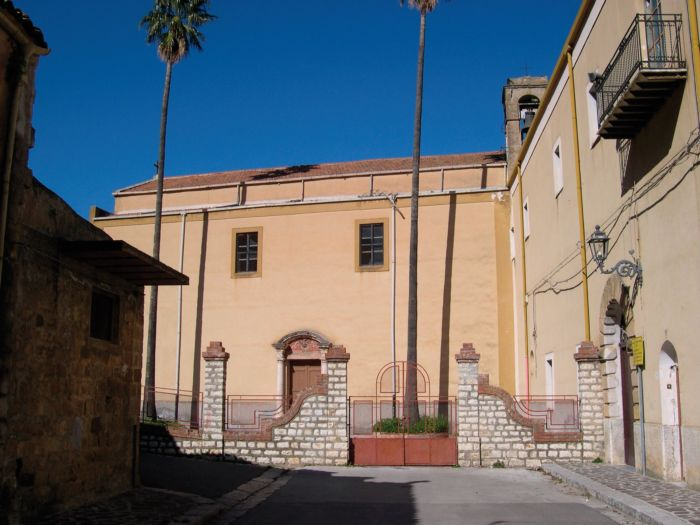
Istituto "A. Reres" ex Monastero Basiliano.

Edificato nella prima metà del '600, accanto alla chiesa di Santa Maria di tutte le Grazie, per volontà della stessa Confraternita che nel 1601 tenne “una pubblica adunanza, in cui fu proposto e solennemente approvato il progetto di erigere un monastero da cedere a Monaci Greci o Albanesi ai quali fosse ingiunto di professarvi integralmente il rito e la disciplina orientale”. La costruzione del monastero si deve ad Andrea Reres, presente all'adunanza del 1601, in qualità di socio della Compagnia e di Rettore della Chiesa di Santa Maria di tutte le Grazie, che pochi anni dopo l'adunanza, devolse una parte del suo cospicuo patrimonio alla Compagnia di S. Maria, al fine di costituire una rendita da impiegare per la fabbrica del monastero e poi per il sostentamento di almeno dodici monaci Greci o Albanesi, professanti rito e disciplina orientale. Il fabbricato originariamente composto da due piani fuori terra, presenta ancora oggi un impianto di forma quadrangolare; interessante al piano terra il maestoso portico ad ampie arcate a tutto sesto sorrette da robuste colonne di marmo biancastro a venature rosse. Il Monastero, oltre a contenere una ricca biblioteca con rari codici greci e pregevoli cinquecentine, è sede di un importante laboratorio di restauro del libro antico.

### Architetture civili

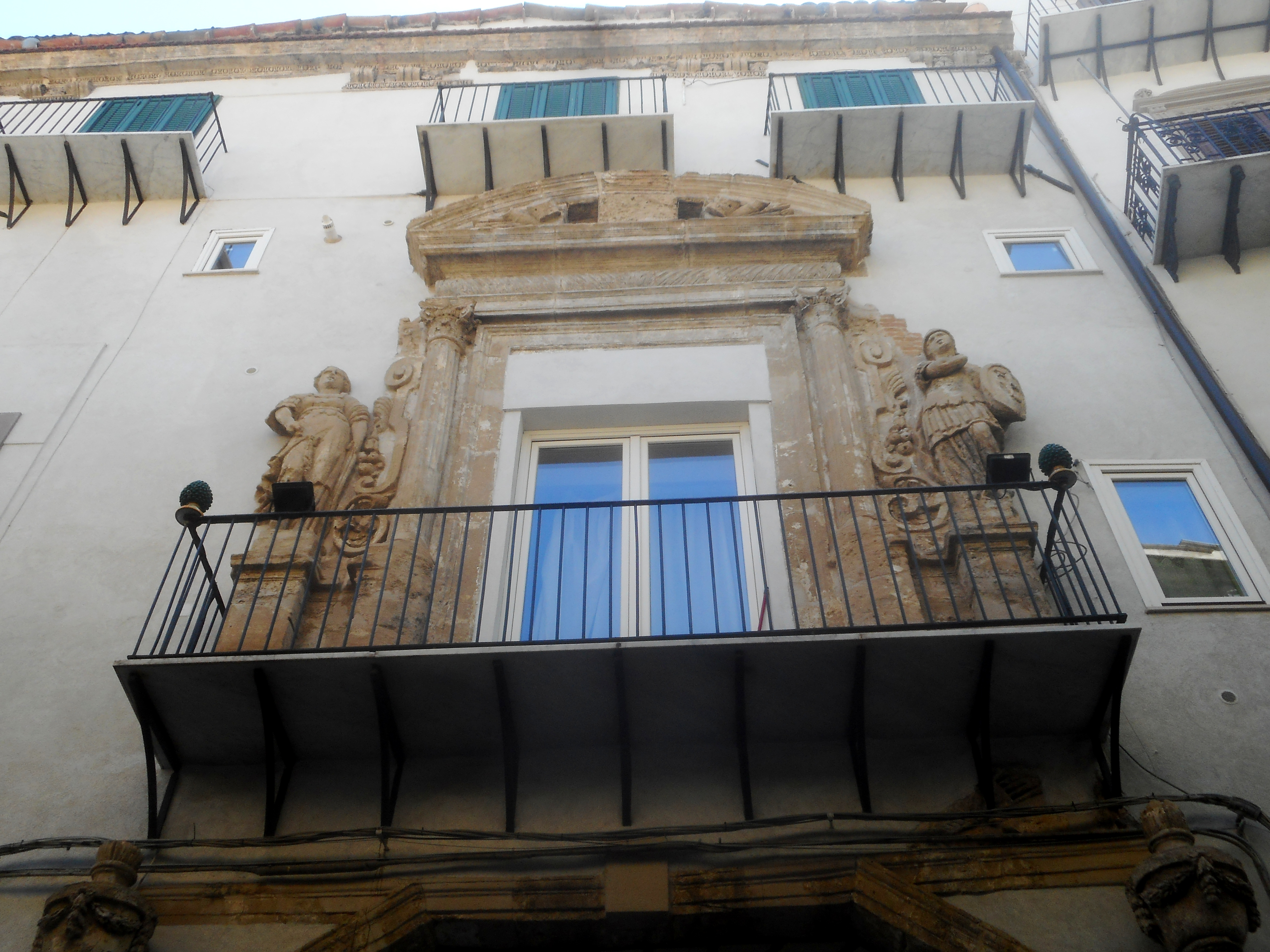
Palazzo Corvino

#### Il Castello

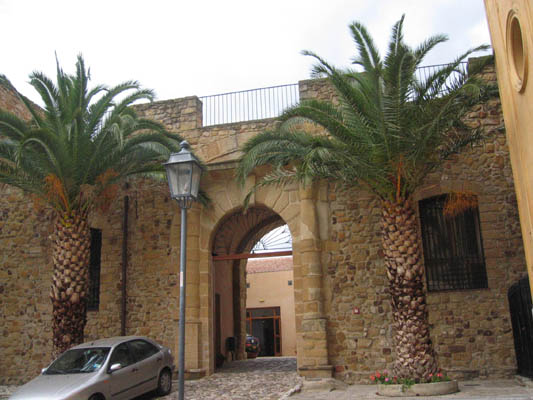
Il Castello di Mezzojuso

La sua costruzione risale all'epoca della fondazione. Non si tratta di un “castello” nel senso classico della parola, ma fu sicuramente in passato il riparo dei militari albanesi e una comoda e sicura dimora per il proprietario delle terre di Mezzojuso, dotata di stanze adibite ad alloggi, stalle, magazzini per il deposito di frumento, vino.
Nel 1132 il feudo di Mezzojuso veniva assegnato da Ruggero II ai monaci di San Giovanni degli Eremiti. Questi, che avevano concesso in affitto tutte le terre ricevute in assegnazione, quando si recavano a far visita a Mezzojuso, usufruivano di questa casa che veniva chiamata “lu castello” come dimora per abitarci.
Nel 1527 quando i monaci concedettero in enfiteusi la Terra di Mezzojuso alla nobile famiglia dei Principi Corvino Sabia Ventimiglia, “lu castello” divenne anche per questi una nobile dimora dove trascorre i soggiorni durante le loro visite in paese. Durante tutto il periodo feudale, ed in particolare tra la fine del '500 e gli inizi del '600 si effettuarono dei lavori di ampliamento e di abbellimento che diedero un nuovo aspetto alla fabbrica e che nelle grandi linee è rimasto invariato fino ad oggi.
Nel 1844 con l'abolizione della feudalità, la struttura cominciò a perdere pian piano il suo ruolo di palazzo signorile e finì per ricadere in uno stato di completo abbandono.
Dopo l'acquisto nel 1984 da parte del Comune di Mezzojuso, la struttura è stata completamente restaurata ed oggi è divenuta sede della Biblioteca Comunale, della Pro Loco Mezzojuso e spesso viene utilizzata per ospitare conferenze e manifestazioni culturali.

#### Fontane
Merita particolare attenzione, in piazza Principe Corvino, la Fontana Vecchia, ornata da cinque mascheroni di pietra.

## Cultura

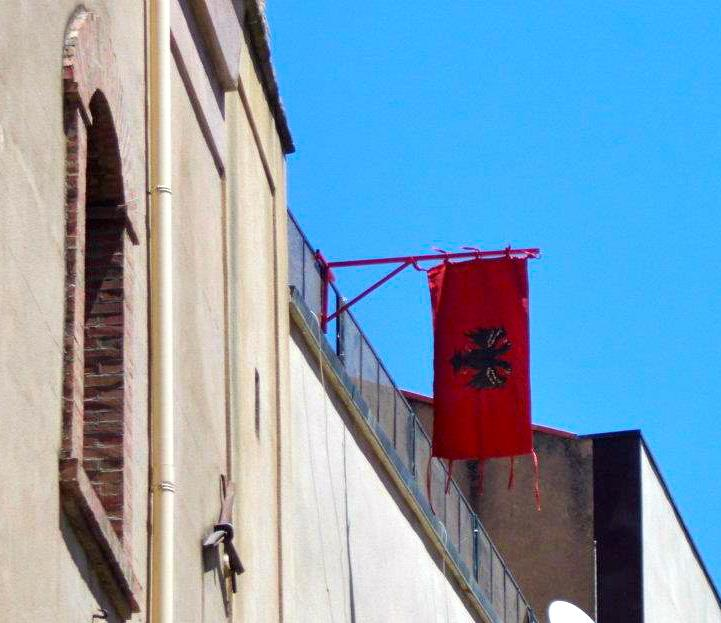
La bandiera d'Albania sventolante dal monastero basiliano di Mezzojuso, viene esposta dalla 2ª alla 4ª domenica di Maggio in occasione dei festeggiamenti del SS. Crocifisso.

Numerose personalità di cultura di Mezzojuso, religiosi in particolar modo e laici, si sono distinte nella sua storia in diversi campi.
Tra le figure civili si ricorda Andrea Reres (?–1609), principe albanese, figlio del nobile Demetrio Reres, fondatore del monastero basiliano di Mezzojuso; Spiridione Franco (1828–1914), patriota risorgimentale e capitano dei garibaldini; Simone Cuccia (1841–1894) avvocato e giurista, deputato al Parlamento d'Italia dal 1882 per quattro legislature consecutive; Gabriele Buccola (1854–1885), medico psichiatra e scrittore; Antonino Cuttitta (1893–1978), militare e politico; Enrico Cuccia (1907–2000), banchiere, uno dei più importanti d'Italia della seconda metà del Novecento.

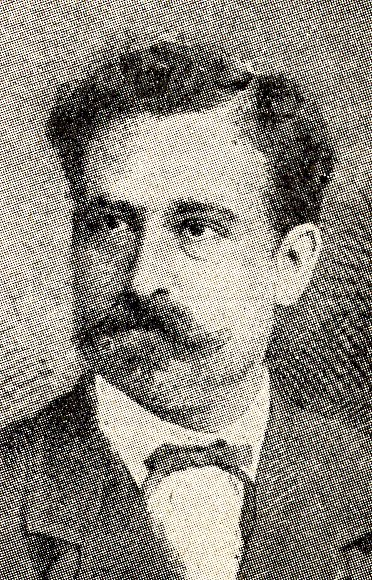
Simone Cuccia (1841 – 1894)

Si annovera una nutrita schiera di intellettuali religiosi legati ai riti orientali e alla lingua madre albanese: mons. Filoteo Zassi (1654–1726), arcivescovo di Durazzo, in missione in Ciamuria e continuatore di mons. Calatano; P. Callinico Granà (1654–1719), jeromonaco del monastero basiliano di Mezzojuso; mons. Agostino Franco (1823–1877), vescovo di rito orientale per gli albanesi di Calabria, Sicilia e Vescovo titolare di Ermopoli Maggiore; mons. Giuseppe Masi (1828 – 1903), vescovo di rito orientale per gli albanesi di Sicilia e vescovo titolare di Tempe; Madre Macrina Raparelli (1893–1970), fondatrice, insieme a p. Nilo Borgia, e prima superiora delle Suore basiliane italo-albanesi di Santa Macrina, dichiarata venerabile da papa Francesco il 23 marzo 2017; Eparca Giuseppe Perniciaro (1907 – 1981), vescovo della Chiesa Italo-Albanese di Sicilia, specializzò in Scienze ecclesiastiche orientali presso il Pont. Istituto Orientale di Roma e propenso all'ecumenismo cristiano tra cattolici e ortodossi; Papàs Giovanni Tommaso Barbacci (1742 – 1791), sacerdote di rito bizantino e poeta in lingua albanese.

### Festività e tradizioni
La manifestazione non religiosa più significativa è quella del periodo prima di Pasqua, con il "Mastru di Campu", che si svolge l'ultima domenica di Carnevale. Vi partecipano un centinaio di personaggi indossanti costumi d'epoca, che impersonano il re, la regina, il barone, il segretario, la baronessa, il tamburinaio, il comandante dell'artiglieria, ed il personaggio principale del "Maestro di Campo", che lotta contro il re. Dopo svariati assalti al castello reale (ovviamente si tratta solo di un palco di legno) e dopo avere ricevuto una ferita, in conseguenza della quale fa la caratteristica "caduta", il Mastro di campo alla fine vince la sfida e conquista il cuore della regina. Dopo la visita a Mezzojuso nell'agosto del 1861, Giuseppe Garibaldi è stato inserito come "guest star" nella manifestazione insieme ai Garibaldini.
Il momento religioso più significativo di Mezzojuso è la Grande Settimana Santa, una volta chiama in lingua albanese Java e Madhe, officiata secondo il rito bizantino e che segue la tradizione arbëreshë. Rilevanti sono: la festa di S. Giuseppe (19 marzo e 27 agosto); la festa del SS. Crocifisso (la terza domenica di Maggio) o processione delle Torce; la festa della Madonna dei Miracoli (8 settembre) e il 6 dicembre ricorre la festa di San Nicola di Mira (Dita e Shën Kollit).

#### Carnevale
Si svolge ogni anno, nell'ultima domenica di Carnevale, "Il Mastro di Campo", nella pubblica piazza. Si tratta della festa più importante per Mezzojuso, di una rara permanenza su quelle antiche rappresentazioni in forma pantomimica, che si usavano svolgere nelle piazze. Di questa pantomima trattò già nel XVIII secolo, il Villabianca, ma la inquadra a Palermo, presso gli antichi quartieri del centro storico della città, si presume siano la Kalsa o l'Albergaria, dove era nota come “Atto di Castello”.
Il Mastro di campo posto alla testa di una piccola armata, deve marciare verso il castello e prendere con sé la Regina. Mentre il Re si prepara alla difesa, e le truppe si combattono tra loro, il Mastro di Campo, inerpicato su una scala deve tentare il rapimento della Regina, ma viene respinto dalle guardie che lo fanno cadere giù.
A Mezzojuso, questa antica tradizione presenta caratteristiche per certi versi analoghe a quelle dell'antica pantomima di Palermo, ma arricchita da elementi propri della tradizione locale. Appare infatti un figurante col volto coperto da una maschera rossa, che cerca di conquistare la sua amata regina, arroccata nel castello. Egli infine riesce a conquistare la sua amata.
La pantomima trae origine da un fatto veramente accaduto nel '400, quando la vedova di Martino il Giovane, Bianca di Navarra, rifiutò di cedere la reggenza dell'isola a Bernardo Cabrera, conte di Modica e gran giustiziere del Regno. Bernardo Cabrera, diede quindi l'assalto al castello di Solanto, presso Palermo, dove si era rifugiata la regina. Il racconto tratto dal fatto storico, da cui trae origine la pantomima del "Mastro di Campo" avrebbe quindi nel tempo subito delle sostanziali modificazioni dettate dalla fantasia, che avrebbero portato la bella Regina ad essere innamorata del Mastro di Campo. In realtà Bianca di Navarra, non voleva proprio sapere nulla di cedere alle lusinghe del Cabrera.
L'evento si svolge nella pubblica piazza cittadina con la partecipazione di numerosi figuranti, è molto atteso da tutta la cittadinanza, ed è rappresentato sin dal XVII secolo. Si tramanda oralmente e propone dei personaggi abbigliati con costumi spagnoleggianti siciliani. Nel corso dei secoli, l'evento ha subito delle modifiche, come quelle relative all'intervento del personaggio storico "Giuseppe Garibaldi" e di alcuni suoi uomini garibaldini. Sembra che questa particolare innovazione abbia avuto origine alla fine dell'800, quando apparve un figurante vestito appunto da Garibaldi. Tale evento scosse lo spirito patriottico degli spettatori, che applaudirono tanto fragorosamente alla novità, da far sì che nelle edizioni successive si riproponesse sempre la figura del condottiero dei due mondi, Garibaldi. La partecipazione dell'eroe nazionale, e dei suoi uomini, è molto attiva: i garibaldini ingaggiano una bella battaglia con le guardie saracene del castello. Altri caratteristici personaggi di tale pantomima sono gli alleati del Mastro di Campo, i briganti ed i guerriglieri che vogliono sovvertire l'ordine rappresentato dalla Corte del Re e il "Diavolo Pecoraio", un figurante rivestito di pelli di pecora che rappresenta il reale avversario dell'eroe della pantomima. Nonostante le modificazioni suesposte, c'è da dire che i caratteri dei protagonisti sono pressoché identici a quelli delle rappresentazioni originali, e il Mastro di Campo continua ad essere rappresentato come una figura grottesca, irreale, mentre la regina è come una donna dolce e mite. Alla fine tutte le maschere scendono dal palco adibito a Castello e si cominciano a diffondere le note martellanti delle danze della Tubiana, che si rifanno a un antico ballo di Carnevale, tipicamente siciliano.

## Geografia antropica

### Frazioni

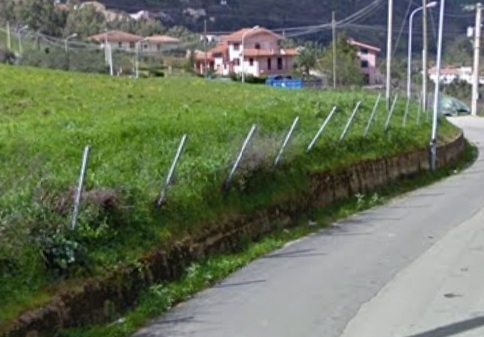
La frazione di Pignaro

- Pignaro (Pignaru in siciliano) è una frazione, situata in una località collinare a 530 m s.l.m., distante circa poco meno di un chilometro dal comune di Mezzojuso.

- Nocilla (Nucidda in siciliano) è una frazione, situata in una località collinare a 510 m s.l.m., distante circa tre chilometri dal comune di Mezzojuso.

## Economia
L'economia di Mezzojuso si basa essenzialmente sulla coltivazione dei tradizionali seminativi come il grano duro, la sulla, i cereali, l'olio extra vergine, proveniente da vecchi e nuovi impianti di oliveti, e dall'allevamento di ovini, bovini e caprini.

## Infrastrutture e trasporti
Io centro abitato di Mezzojuso non è direttamente collegato ad arterie stradali: la Statale 121 è raggiungibile dalla SP50 della Città metropolitana di Palermo, che parte da Campofelice e termina al bivio Mezzojuso della SS121 Catanese. Da quest'ultima è possibile quindi raggiungere Palermo, Agrigento e Lercara Friddi. A nord del centro abitato si snoda la SP50 di Serra Guddemi, con la quale è possibile raggiungere Corleone, Prizzi e Vicari.
La rete autobus è gestita dagli autobus di linea della AST azienda siciliana trasporti con la linea autobus Palermo-Villafrati-Mezzojuso, e viceversa .

## Amministrazione
Di seguito è presentata una tabella relativa alle amministrazioni che si sono succedute in questo comune.

### Altre informazioni amministrative
Il comune di Mezzojuso fa parte delle seguenti organizzazioni sovracomunali: unione di comuni "Pizzo Marabito"; Unione dei Comuni Albanesi "BESA".